# Ctenus philippinensis
Ctenus philippinensis este o specie de păianjeni din genul Ctenus, familia Ctenidae, descrisă de F. O. P.-cambridge, 1897.
Este endemică în Filipine. Conform Catalogue of Life specia Ctenus philippinensis nu are subspecii cunoscute.